# 永沼章
永沼 章（ながぬま あきら、1951年 - ）は、千葉県松戸市出身の毒性学者。薬学博士。東北大学名誉教授。元日本毒性学会理事長。

## 略歴
- 1975年（昭和50年）日本大学理工学部薬学科卒業
- 1981年（昭和56年）北里大学大学院薬学研究科博士課程修了 薬学博士 論文の題は「水銀化合物の生体内動態と毒性におよぼす亜セレン酸の効果に関する研究」[1]。
- 1981年（昭和56年）同大学薬学部公衆衛生学教室講座研究員
- 1982年（昭和57年）同学部助手
- 1984年（昭和59年）同学部講師
- 1985年（昭和60年）同学部助教授
- 1987年（昭和62年）米国コーネル大学医学部生化学教室客員准教授
- 1989年（平成1年）日本薬学会奨励賞受賞[2]
- 1994年（平成6年）東北大学大学院薬学研究科教授（生体防御薬学分野[3]）
- 1997年（平成9年）同大学薬学部薬学科長
- 2006年（平成18年）国立大学法人東北大学教育研究評議会評議員
- 2006年（平成18年）東北大学大学院薬学研究科生命薬学専攻長
- 2008年（平成20年）同研究科長・薬学部長[4]
- 2016年（平成28年）日本毒性学会理事長[5]

## 論文
- 国立情報学研究所収録論文 国立情報学研究所